# Rita Dominic
Rita Uchenna Nkem Dominic Waturuocha, nom de scène Rita Dominic, née le 12 juillet 1975 à Aboh Mbaise dans l'État d'Imo au Nigeria, est une actrice nigériane. Elle commence sa carrière cinématographique dans son enfance et figure dans plus de 150 films. En 2012 elle gagne l'Africa Movie Academy Award de la meilleure actrice pour le film Shattered (en).

## Biographie
Rita Dominic est une actrice, productrice, mannequin, personnalité de la télévision, investisseuse, philanthrope et cofondatrice de la société Audrey Silva. 
Elle commence à jouer dans des séries télévisées locales à l'âge de 5 ans et obtient un bachelor en arts dramatiques de l'université de Port Harcourt avant de rejoindre l'industrie cinématographique nigériane en 1998. 
Réputée pour sa capacité à incarner à fond ses personnages, elle se fait connaître dans le film à succès de Nollywood A Time To Kill. 
Les films '76 (en), The Meeting (en) et Shattered (en), pour lequel elle remporte plusieurs prix prestigieux, la consacrent comme une des actrices les plus influentes du Nigéria. Elle est également considérée comme étant une des actrices les plus riches du cinéma nigérian.

## Filmographie
La filmographie de Rita Dominic, comprend plus de 150 films dont : 
| Année | Film                         | Rôle         | Récompenses | Notes                                                    |
| ----- | ---------------------------- | ------------ | --- | -------------------------------------------------------- |
| 1998  | Children of Terror           |              | |                                                          |
| 1999  | Prisoner of Love             |              | |                                                          |
| 1999  | My Guy                       |              | |                                                          |
| 1999  | Face of a Liar               |              | | avec Stella Damasus-Aboderin                             |
| 1999  | Aba Riot                     |              | | avec Olu Jacobs et Segun Arinze                          |
| 2003  | Unforgettable                |              | |                                                          |
| 2003  | To Love a Thief              |              | | avec Segun Arinze                                        |
| 2003  | Throwing Stones              |              | | avec Tchidi Chikere                                      |
| 2003  | The Intruder                 |              | | avec Richard Mofe Damijo et Stella Damasus-Aboderin      |
| 2003  | Street Life                  |              | |                                                          |
| 2003  | Love You Forever             |              | |                                                          |
| 2003  | Lean on Me                   |              | | avec Segun Arinze                                        |
| 2003  | Back from America            |              | |                                                          |
| 2003  | A Night to Remember          |              | |                                                          |
| 2003  | Accidental Discharge         |              | |                                                          |
| 2004  | Working Class Lady           |              | | avec Stephanie Okereke                                   |
| 2004  | True Romance                 |              | | avec Richard Mofe Damijo et Desmond Elliot               |
| 2004  | The Ingrate                  |              | |                                                          |
| 2004  | The Faithful                 |              | | avec Desmond Elliot                                      |
| 2004  | Sweet Love                   |              | |                                                          |
| 2004  | Singles & Married            |              | |                                                          |
| 2004  | Schemers : Bad Babes         |              | |                                                          |
| 2004  | Nights of Riot               |              | |                                                          |
| 2004  | Love Temple                  |              | |                                                          |
| 2004  | Love After Love              |              | | avec Patience Ozokwor et Tchidi Chikere                  |
| 2004  | Lost Paradise                |              | |                                                          |
| 2004  | Last Wedding                 | Ann          | | avec Ramsey Nouah, Omotola Jalade-Ekeinde et Joke Silva  |
| 2004  | Indecent Act                 |              | | avec Richard Mofe Damijo                                 |
| 2004  | I Believe in You             |              | | avec Richard Mofe Damijo                                 |
| 2004  | Goodbye New York             |              | | avec Genevieve Nnaji                                     |
| 2004  | Blood Diamonds               |              | |                                                          |
| 2004  | All My Life                  |              | | avec Omotola Jalade-Ekeinde, Zack Orji et Tchidi Chikere |
| 2005  | Wheel of Change              |              | | avec Stella Damasus-Aboderin et Desmond Elliot           |
| 2005  | Ultimate Crisis              | Eno          | | avec Ini Edo et Olu Jacobs                               |
| 2005  | Tricks of Women              |              | |                                                          |
| 2005  | The Begotten                 |              | | avec Ini Edo                                             |
| 2005  | Suicide Lovers               |              | |                                                          |
| 2005  | Queen of My Heart            |              | |                                                          |
| 2005  | Orange Groove                |              | | avec Desmond Elliot                                      |
| 2005  | Only Love                    |              | | avec Ini Edo et Olu Jacobs                               |
| 2005  | Never Too Far                |              | |                                                          |
| 2005  | More Than Gold               | Juliet       | |                                                          |
| 2005  | Love Story                   |              | |                                                          |
| 2005  | Last Game                    |              | | avec Ini Edo                                             |
| 2005  | Kill the Bride               |              | | avec Mike Ezuruonye                                      |
| 2005  | Joshua                       |              | |                                                          |
| 2005  | Guys on the Line             |              | | avec Stephanie Okereke                                   |
| 2005  | Face of Africa               | Tracey       | |                                                          |
| 2005  | Desperate Billionaire        |              | | avec Kanayo O. Kanayo et Ini Edo                         |
| 2005  | C.I.D                        |              | |                                                          |
| 2005  | Bless Me                     |              | | avec Mike Ezuruonye                                      |
| 2005  | 2 Face                       |              | | avec Desmond Elliot                                      |
| 2006  | Wedding Fever                |              | |                                                          |
| 2006  | Unbreakable Affair           |              | | avec Desmond Elliot                                      |
| 2006  | Total Control                | Annabel      | | avec Kanayo O. Kanayo                                    |
| 2006  | The Humble Lion              |              | | avec Patience Ozokwor                                    |
| 2006  | Sweet Sound                  |              | |                                                          |
| 2006  | Spirit of Love               |              | |                                                          |
| 2006  | Show Girls: Face of Africa 3 | Tracey       | |                                                          |
| 2006  | Saviour                      |              | | avec Chioma Chukwuka                                     |
| 2006  | Million Dollar Sisters       |              | | avec Kanayo O. Kanayo                                    |
| 2006  | Married for Money            |              | | avec Mike Ezuruonye                                      |
| 2006  | Last Offence                 |              | | avec Mike Ezuruonye                                      |
| 2006  | Jealous Heart                |              | |                                                          |
| 2006  | Hidden Murderer              |              | | avec Desmond Elliot                                      |
| 2006  | Girls Cot                    |              | | avec Genevieve Nnaji, Ini Edo et Uche Jumbo              |
| 2006  | Dancing Heart                |              | | avec Ramsey Nouah et Olu Jacobs                          |
| 2006  | Connected Firm               |              | | avec Zack Orji                                           |
| 2006  | All I Have                   |              | | avec Mike Ezuruonye                                      |
| 2007  | Yahoo Millionaire            | Oyinda       | | avec Desmond Elliot et Uche Jumbo                        |
| 2007  | The Next Election            |              | | avec Kanayo O. Kanayo                                    |
| 2007  | Sleek Ladies                 | Cleopatra    | | avec Ini Edo                                             |
| 2007  | Legal War                    |              | | avec Mike Ezuruonye et Patience Ozokwor                  |
| 2007  | Immaterial                   |              | |                                                          |
| 2007  | Caught-Up                    |              | | avec Desmond Elliot                                      |
| 2007  | A Better Place               | Blossom      | | avec Desmond Elliot                                      |
| 2008  | Yankee Girls                 |              | | avec Omotola Jalade-Ekeinde et Stella Damasus-Aboderin   |
| 2008  | True Lies                    | Nicole       | | avec Zack Orji                                           |
| 2008  | White Waters (en)            |              | Le film est nommé 12 fois pour les 4e Africa Movie Academy Awards emportant 4 récompenses |                                                          |
| 2009  | Run Away Prince              |              | |                                                          |
| 2009  | Saidi's Song                 | Pamela       | |                                                          |
| 2012  | Shattered (en)               | Keziah Njema | -Africa Movie Academy Award de la meilleure actrice -Meilleure actrice au Kalasha Film and Television Awards (Kenya) | avec Mumbi Maina et Robert Burale                        |
| 2013  | The Meeting (en)             | Clara Ikemba | - Meilleure actrice aux Nigeria Entertainment Awards - Meilleure actrice aux Nollywood Movies Awards - Meilleure actrice dans une comédie aux Africa Magic Viewers Choice Awards - Mention spéciale du jury à l'Africa International Film Festival - ELOY Awards de la femme productrice de l'année -le film reçoit 6 nominations à l'Africa Movie Academy Award dont celui de la meilleure actrice (nommée) | avec Femi Jacobs, Linda Ejiofor et Kehinde Bankole       |
| 2013  | Finding Mercy (en)           |              | Best Actress In Supporting role English film aux Best of Nollywood Awards | avec Uti Nwachukwu et Chioma Chukwuka-Akpotha            |
| 2015  | Iyore (en)                   | Osarugwe     | Meilleure actrice aux Golden Icons Academy Movie Awards |                                                          |
| 2016  | Suru L'ere (en)              | Akara seller | | Cameo                                                    |
| 2016  | '76 (en)                     | Suzie        | - Meilleure actrice dans un drame aux Africa Magic Viewers Choice Awards - Nommée à l'Africa Movie Academy Award de la meilleure actrice | avec Ramsey Nouah, Chidi Mokeme et Ibinabo Fiberesima    |
| 2017  | Mr & Mrs: Chapter Two        | Sharon       | |                                                          |
| 2017  | Desecration                  | Linda Bruce  | |                                                          |
| 2019  | Light in the Dark            |              | -4 nominations à l'Africa Movie Academy Awards dont celui de la meilleure actrice -Meilleur film au Kaduna International Film Festival en 2020 | avec Joke Silva, Kiki Omeili et Bimbo Ademoye            |
| 2021  | La Femme Anjola (en)         | Anjola       | | avec Nonso Bassey                                        |
| 2021  | The Therapist (en)           |              | | avec Michelle Dede et Toyin Abraham                      |

## Source de la traduction
- (en) Cet article est partiellement ou en totalité issu de l’article de Wikipédia en anglais intitulé « Rita Dominic » (voir la liste des auteurs).